# Farkas Bertalan űrruhája

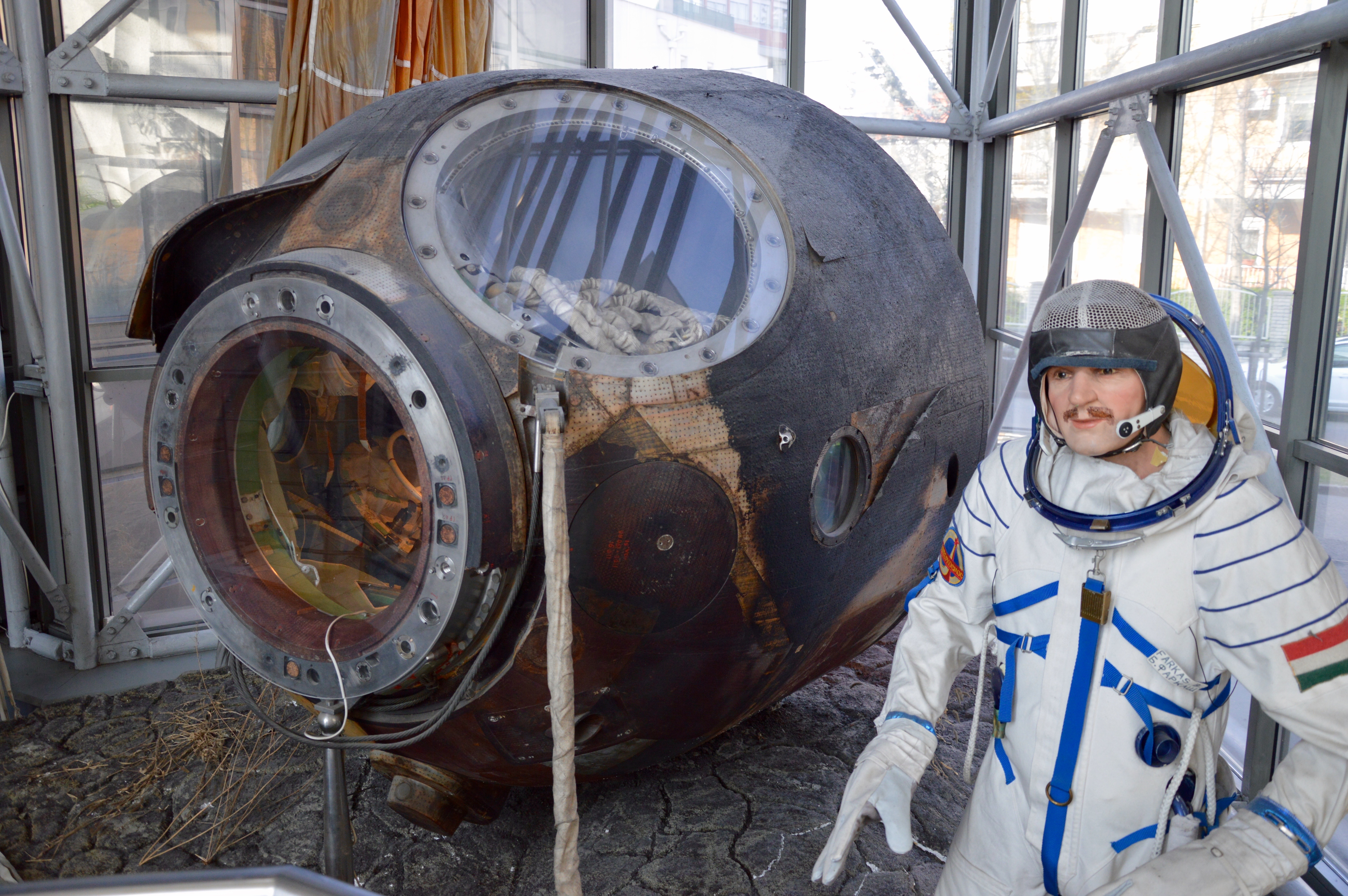
Farkas Bertalan Szokol–K űrruhája és a Szojuz–35 visszatérő kabinja a Közlekedési Múzeumban 2015-ben

A Farkas Bertalan űrutazása során használt űrruha a szovjet Szokol–K (Сокол; „Vadászsólyom”) típusú szkafander volt.

## Története
Az űrutazást követően Farkas Bertalan szkafanderét előbb a Magyar Tudományos Akadémia tanácstermében állították ki. Onnan 1980 októberében az űrkabinnal együtt átkerült a Hadtörténeti Múzeum űrkutatási kiállítására. Farkas űrruháját ekkor Valerij Nyikolajevics Kubaszov ülésében helyezték el.
A Hadtörténeti Múzeum kiállításának bezárását követően a szkafandert a Közlekedési Múzeum Repüléstörténeti és Űrhajózási Kiállításán állították ki, ahonnan 2002-ben átköltöztették a Hírességek Csarnokába.
2010. június 3-ától a szkafander ismét a Hadtörténeti Múzeumban kapott helyet.